# 에이먼 코글런
에이먼 코글런(Eamonn Coghlan, 1952년 11월 21일 ~ )은 아일랜드의 상원이자 중거리달리기 종목들과 5000m에서 전문적이던 전 육상 선수이다.
더블린의 외곽 드림너흐에서 태어나 아일랜드에서 성공적인 아마추어 육상 경력이 미국에서 장학금으로 이끌어, 4회의 NCAA 타이틀을 우승하고 22세의 나이로 아일랜드 기록을 세우는 데 4분 아래 마일을 달렸다. 코글런은 곧 그 거리에 유럽 기록을 세웠다.
그의 전문적은 실내 마일 달리기로 미국 실내 순회에 자신의 거대한 성공의 결과로서 "보드의 의장"이라는 별명이 붙었다. 그는 3개의 행사에서 실내 마일의 세계 기록을 깨고, 또한 1500m와 2000m에 세계 기록을 세우기도 하였다.
1976년 몬트리올 올림픽에서 1500m 4위를 하고, 4년 후 모스크바 올림픽에서 다시 5000m 4위를 하였다. 1988년 서울 올림픽에 마지막으로 나와 5000m 준결승전에 이루었다. 그는 유럽 육상 선수권에서 1500m의 더욱 거대한 성공을 경험하였는 데, 1979년 실내 선수권에서 우승을 거두고 1978년 실외 선수권에서는 은메달을 땄다. 그는 또한 1981년 IAAF 월드컵에서 5000m 챔피언이었으며, 1983년 세계 육상 선수권 대회에서 5000m 세계 챔피언이 되었다.
경쟁적 은퇴 후, 지속적으로 경주에 나가 처음으로 4분 아래 마일을 달린 40세 이상의 남성 선수가 되었다.
아일랜드 방송 협회에 퀴즈 해답자로 나왔고, 2008년 자신의 저서 《보드의 의장, 마일의 우두머리》를 발간하였다.
2011년 5월 티셔흐 엔다 케니에 의하여 상원으로 임명되었다.